# Nowonikolsk
Nowonikolsk – rosyjska wieś w ussuryjskim okręgu miejskim (Kraj Nadmorski).
W 2010 roku liczyła 4449 mieszkańców.